# Prodegeeria albicincta
Prodegeeria albicincta är en tvåvingeart som först beskrevs av Henry J. Reinhard 1924.  Prodegeeria albicincta ingår i släktet Prodegeeria och familjen parasitflugor.
Artens utbredningsområde är Texas. Inga underarter finns listade i Catalogue of Life.